# Činzei bugjó

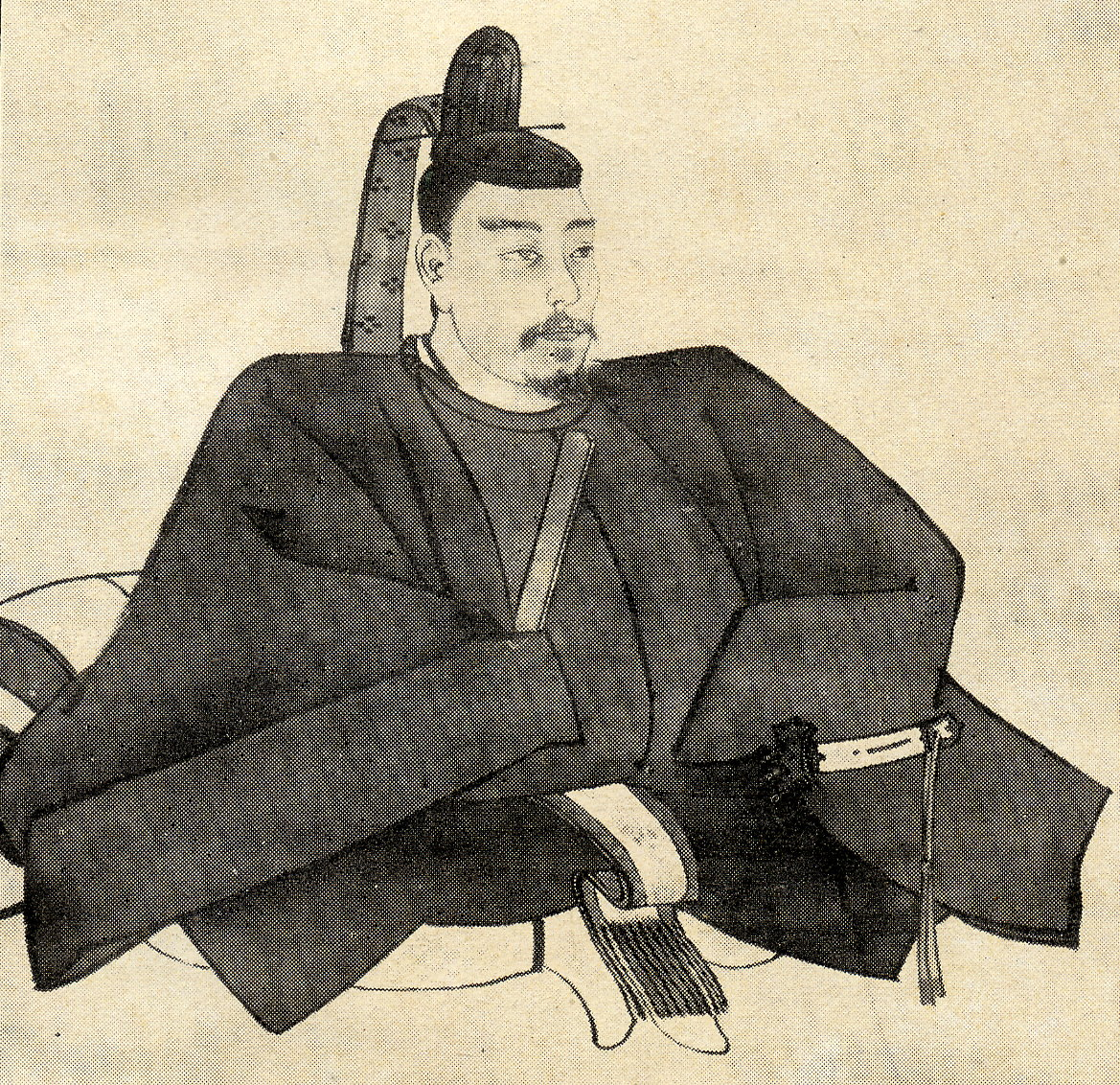
Joritomo Minamoto

Činzei bugjó (japonsky 鎮西奉行, komisař pro Kjúšú, doslova „komisař pro uklidněný západ“), nazývaný též činzei šugo, vojenský hejtman Kjúšú, byl úřad ustanovený japonskou vládou vedenou šógunem za účelem obrany ostrova Kjúšú. Komisaři Kjúšú byli podřízeni tamní vazalové šógunátu (gokenin).
Tento úřad byl zaveden roku 1185, kdy se jej, z pověření Joritoma Minamota, ujal Tokage Amano. Jeho původním účelem bylo stíhání členů rodu Taira, jenž soupeřil s rodem Minamoto o moc v oblasti. Později však také podědil pravomoci dazaifu (správce Kjúšú), neboť nabyl kontroly nad tamními šógunátními vazaly. Podobné úřady začaly záhy vznikat napříč Japonskem.
Tokage Amano byl záhy nahrazen Nakawarou Nobufusou, který byl vyslán, aby na ostrově Kjúšú potlačil povstání. Tandai Kjúšú, jak byl tento post rovněž někdy nazýván, pak fungoval jako představitel kamakurského šógunátu na ostrově, neboť kjúšúští daimjó se prokázali jako velmi nespolehliví.